# سرخرگ کامی بالارو
سرخرگ کامی بالارو (انگلیسی: Ascending palatine artery) ضمن انشعاب از سرخرگ چهره‌ای (شریان فاسیال) در جدار طرفی حلق صعود می‌کند و در لوزه کامی و جدار حلق منتشر می‌شود.